# Payback (2020)
Pour les articles homonymes, voir Payback.
L'édition 2020 de Payback est un Premium Live Event de catch (lutte professionnelle) produit par la World Wrestling Entertainment, une fédération de catch américaine qui est télédiffusée et visible en paiement à la séance sur le WWE Network. L'événement a eu lieu le 30 août 2020 au Amway Center à Orlando, dans l'état de Floride Il s'agit de la 6e édition de Payback.

## Contexte
Les spectacles de la World Wrestling Entertainment (WWE) sont constitués de matchs aux résultats prédéterminés par les scénaristes de la WWE. Ces rencontres sont justifiées par des storylines – une rivalité avec un catcheur, la plupart du temps – ou par des qualifications survenues dans les shows de la WWE telles que Raw, SmackDown et NXT. Tous les catcheurs possèdent une gimmick, c'est-à-dire qu'ils incarnent un personnage gentil (Face) ou méchant (Heel), qui évolue au fil des rencontres. Un événement comme Payback est donc un événement tournant pour les différentes storylines en cours,.

### Bayley & Sasha Banks (c) contre Shayna Baszler & Nia Jax
Le 14 août à SmackDown, Sasha Banks & Bayley annoncent qu'elles vont défendre leur titre féminines par équipes à Payback.

### "The Fiend" Bray Wyatt (c) contre Braun Strowman contre Roman Reigns
Le 23 août à SummerSlam, "The Fiend" Bray Wyatt bat Braun Strowman et remporte Championnat Universel pour la deuxième fois. Après le match, Roman Reigns, qui effectuait un retour surprise, attaque vicieusement les deux hommes en leur portant un Spear à chacun.

### Keith Lee contre Randy Orton
Le 22 août à NXT TakeOver: XXX, Keith Lee a perdu son titre de NXT face à Karrion Kross. Le lendemain à SummerSlam Randy Orton ne remporte pas le titre de la WWE, battu par Drew McIntyre. Plus tard à Raw, l'ancien champion de NXT fait ses débuts au show rouge, confronte The Viper, puis perd son match à ce dernier par disqualification, car son adversaire se fait attaquer par son ami (qui prend la fuite, alors que The Apex Predator a porté deux Punt Kick à l'Écossais dans les coulisses, au début du show).

## Tableau des matchs
| Ordre par numéros | Résultat                                                                                     | Stipulation(s)                                                           | Temps |
| --- | -------------------------------------------------------------------------------------------- | ------------------------------------------------------------------------ | ----- |
| 1P | The Riott Squad (Ruby Riott et Liv Morgan) battent The IIconics (Peyton Royce et Billie Kay) | Tag Team match                                                           | 9:00  |
| 2 | Bobby Lashley (avec MVP et Shelton Benjamin) bat Apollo Crews (c)                            | Match simple pour le WWE United States Championship                      | 9:30  |
| 3 | Big E bat Sheamus                                                                            | Match simple                                                             | 12:20 |
| 4 | Matt Riddle bat King Corbin                                                                  | Match simple                                                             | 10:55 |
| 5 | Shayna Baszler et Nia Jax battent Bayley et Sasha Banks (c)                                  | Tag Team match pour le WWE Women's Tag Team Championship                 | 10:20 |
| 6 | Keith Lee bat Randy Orton                                                                    | Match simple                                                             | 6:40  |
| 7 | Rey Mysterio et Dominik Mysterio battent Seth Rollins et Murphy                              | Tag Team match                                                           | 16:00 |
| 8 | Roman Reigns (avec Paul Heyman) bat "The Fiend" Bray Wyatt (c) et Braun Strowman             | No Holds Barred & Triple Threat match pour le WWE Universal Championship | 12:40 |
| La lettre C placée entre parenthèses désigne la personne ou l’équipe championne en titre. P – indique que le match a eu lieu lors du pré-show |                                                                                              |                                                                          |       |